# Coenraad Hiebendaal
Coenraad Christiaan Hiebendaal (Gorinchem, 10 april 1879 - Amsterdam, 3 juni 1921) was een Nederlandse roeier. Hij nam eenmaal deel aan de Olympische Spelen en won hierbij één medaille.
Op 21-jarige leeftijd maakte hij zijn olympisch debuut op de Olympische Spelen van 1900 in Parijs. Hij nam deel aan het roeionderdeel vier met stuurman. In deze controversiële wedstrijd eindigde het Nederlandse team op een tweede plaats in een tijd van 6 minuten en 3 seconden. Tegen de reglementen in wilde de Franse jury namelijk twee niet geplaatste Franse boten alsnog laten meevaren in de finale. Uit protest deden het Duitse, Belgische en Nederlandse boten niet meer mee. Onder druk gezet door internationale leden besloot de Franse jury een tweede finale te houden.
Hiebendaal was aangesloten bij de Amsterdamse studentenroeivereniging ASR Nereus. Hij werd na zijn studie arts in Amsterdam.

## Palmares

### roeien (vier met stuurman)
- 1900:  OS - 6.03,0

Coenraad Hiebendaal · 
Geert Lotsij · 
Paul Lotsij · 
Johannes Terwogt · 
Herman Brockmann (stuurman)